# Dimitrij Mironov
Dimitrij Olegovitj Mironov, ryska: Дмитрий Олегович Миронов, född 25 december 1965, är en rysk före detta professionell ishockeyspelare som tillbringade tio säsonger i den nordamerikanska ishockeyligan National Hockey League (NHL), där han spelade för ishockeyorganisationerna Toronto Maple Leafs, Pittsburgh Penguins, Mighty Ducks of Anaheim, Detroit Red Wings och Washington Capitals. Han producerade 260 poäng (54 mål och 206 assists) samt drog på sig 568 utvisningsminuter på 556 grundspelsmatcher. Mironov spelade också för HK CSKA Moskva och Krylja Sovetov i den sovjetiska mästerskapsserien och på lägre nivå för Houston Aeros i International Hockey League (IHL).
Han draftades i åttonde rundan i 1991 års draft av Detroit Red Wings som 58:e spelaren totalt.
Mironov vann Stanley Cup med Red Wings för säsongen 1997-1998.
Han är äldre bror till den före detta ishockeyspelaren Boris Mironov, som spelade fler än 700 grundspelsmatcher i NHL mellan 1993 och 2004.

## Statistik
| 1985–1986                           | HK MVD                              |                                     | 36  | 13 | 6   | 19  | 50  | —  | —  | —  | —  | —  |
|                                     | HK CSKA Moskva                      | Sovjetiska mästerskapsserien        | 9   | 0  | 1   | 1   | 8   | —  | —  | —  | —  | —  |
| 1986–1987                           | HK MVD                              |                                     | 4   | 2  | 0   | 2   | 4   | —  | —  | —  | —  | —  |
|                                     | HK CSKA Moskva                      | Sovjetiska mästerskapsserien        | 20  | 1  | 3   | 4   | 10  | —  | —  | —  | —  | —  |
| 1987–1988                           | Krylja Sovetov                      | Sovjetiska mästerskapsserien        | 44  | 12 | 6   | 18  | 14  | —  | —  | —  | —  | —  |
| 1988–1989                           | Krylja Sovetov                      | Sovjetiska mästerskapsserien        | 44  | 5  | 6   | 11  | 44  | —  | —  | —  | —  | —  |
| 1989–1990                           | Krylja Sovetov                      | Sovjetiska mästerskapsserien        | 45  | 4  | 11  | 15  | 34  | —  | —  | —  | —  | —  |
| 1990–1991                           | Krylja Sovetov                      | Sovjetiska mästerskapsserien        | 45  | 16 | 12  | 28  | 22  | —  | —  | —  | —  | —  |
| 1991–1992                           | Toronto Maple Leafs                 | NHL                                 | 7   | 1  | 0   | 1   | 0   | —  | —  | —  | —  | —  |
|                                     | Krylja Sovetov                      | Sovjetiska mästerskapsserien        | 35  | 15 | 16  | 31  | 62  | —  | —  | —  | —  | —  |
| 1992–1993                           | Toronto Maple Leafs                 | NHL                                 | 59  | 7  | 24  | 31  | 40  | 14 | 1  | 2  | 3  | 2  |
| 1993–1994                           | Toronto Maple Leafs                 | NHL                                 | 76  | 9  | 27  | 36  | 78  | 18 | 6  | 9  | 15 | 6  |
| 1994–1995                           | Toronto Maple Leafs                 | NHL                                 | 33  | 5  | 12  | 17  | 28  | 6  | 2  | 1  | 3  | 2  |
| 1995–1996                           | Pittsburgh Penguins                 | NHL                                 | 72  | 3  | 31  | 34  | 88  | 15 | 0  | 1  | 1  | 10 |
| 1996–1997                           | Pittsburgh Penguins                 | NHL                                 | 15  | 1  | 5   | 6   | 24  | —  | —  | —  | —  | —  |
|                                     | Mighty Ducks of Anaheim             | NHL                                 | 62  | 12 | 34  | 46  | 77  | 11 | 1  | 10 | 11 | 10 |
| 1997–1998                           | Mighty Ducks of Anaheim             | NHL                                 | 66  | 6  | 30  | 36  | 115 | —  | —  | —  | —  | —  |
|                                     | Detroit Red Wings                   | NHL                                 | 11  | 2  | 5   | 7   | 4   | 7  | 0  | 3  | 3  | 14 |
| 1998–1999                           | Washington Capitals                 | NHL                                 | 46  | 2  | 14  | 16  | 80  | —  | —  | —  | —  | —  |
| 1999–2000                           | Washington Capitals                 | NHL                                 | 73  | 3  | 19  | 22  | 28  | 4  | 0  | 0  | 0  | 4  |
| 2000–2001                           | Washington Capitals                 | NHL                                 | 36  | 3  | 5   | 8   | 6   | —  | —  | —  | —  | —  |
|                                     | Houston Aeros                       | IHL                                 | 3   | 2  | 0   | 2   | 2   | —  | —  | —  | —  | —  |
| NHL totalt                          | NHL totalt                          | NHL totalt                          | 556 | 54 | 206 | 260 | 568 | 75 | 10 | 26 | 36 | 48 |
| Sovjetiska mästerskapsserien totalt | Sovjetiska mästerskapsserien totalt | Sovjetiska mästerskapsserien totalt | 242 | 53 | 55  | 108 | 194 | —  | —  | —  | —  | —  |
| IHL totalt                          | IHL totalt                          | IHL totalt                          | 3   | 2  | 0   | 2   | 2   | —  | —  | —  | —  | —  |